# HD 81136
HD 81136，又名CD-45 5099，SAO 221109、HR 3730，是一颗恒星，视星等为5.75，位于銀經269.6，銀緯2.86，其B1900.0坐标为赤經9h 18m 44.8s，赤緯-45° 2.86′ 14″。